# A2 (Litouwen)
De A2 is een Litouwse hoofdweg die Vilnius verbindt met Panevėžys. Het is een hoofdschakel in de verbinding tussen Vilnius en Riga. De A10 zorgt voor de verbinding tussen Panevėžys en de Letse grens. De weg is ruim 130 kilometer lang en daarmee de op twee na langste hoofdweg van Litouwen na de A1 en de A12. De A2 heeft 2x2 rijstroken, gescheiden door een middenberm.
A1 · A2 · A3 · A4 · A5 · A6 · A7 · A8 · A9 · A10 · A11 · A12 · A13 · A14 · A15 · A16 · A17 · A18 · A19